# 오이타시
오이타시(일본어: 大分市, 문화어: 오이따시)는 일본 오이타현 중부에 있는 시이자 오이타현의 현청 소재지이다.
고대에는 현 오이타현의 대부분에 해당하는 분고국(豊後国)의 국부(国府; 율령국의 수도)가 설치됨으로써 에도 시대까지 "후나이"(府内)라고 불렸다. 메이지 시대에 들어 군 이름에 맞춰 "오이타"로 개명되었다.
인구로는 규슈 동부(오이타현 및 미야자키현)에서 최대이며 규슈 내에서는 후쿠오카시, 기타큐슈시, 구마모토시, 가고시마시에 이어 5위의 도시이다.

## 인구
| 연도 | 인구    | ±%     |
| ---- | ------- | ------ |
| 1960 | 242,001 | —      |
| 1970 | 289,951 | +19.8% |
| 1980 | 385,635 | +33.0% |
| 1990 | 429,927 | +11.5% |
| 2000 | 454,424 | +5.7%  |
| 2010 | 473,955 | +4.3%  |
| 2020 | 477,393 | +0.7%  |

## 지리

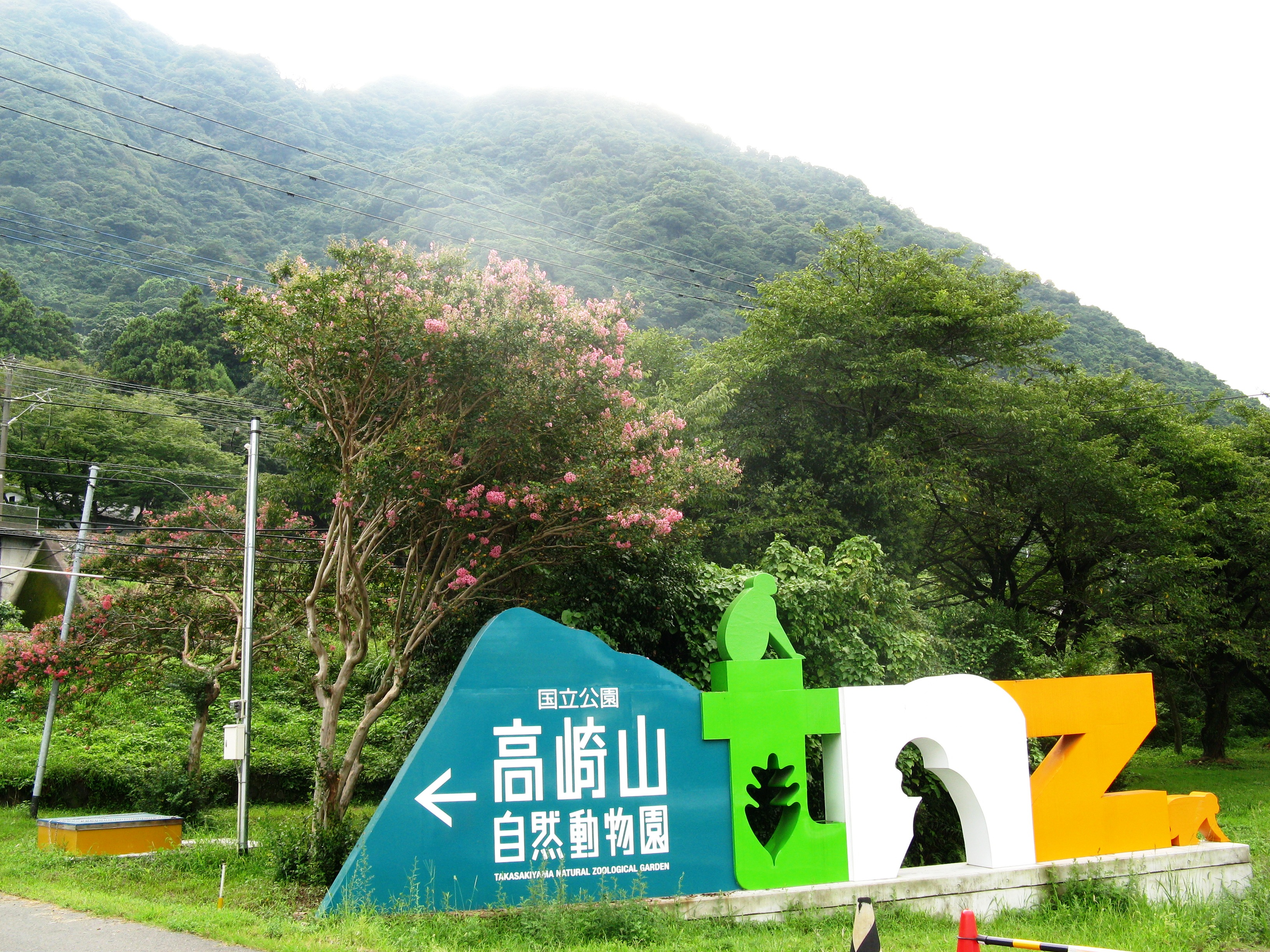
다카사키산

오이타강과 오노강이 형성한 삼각주와 충적평야로 이루어진 오이타 평야와 그 주위의 구릉을 포함하고 세토 내해의 벳푸만과 접한다. 동부에는 남쪽에서 오노강, 서부에는 서쪽에서 오이타강이 흐르고 세토 내해로 흘러든다. 중심 시가지는 오이타강 하구부 서쪽에 있다. 벳푸시와의 경계 부근에 위치해 일본원숭이가 서식하는 다카사키야마 지구 및 호요 해협에 떠 있는 다카시마 지구는 세토나이카이 국립공원으로 지정되어 있다.
시를 동서로 관통하는 형태로 오이타 자동차도, 히가시큐슈 자동차도가 통과하고 국도 10호선, 국도 210호선 등과 만난다. 시내 교외 지역은 쇼핑센터나 뉴타운 등의 개발로 인구 증가가 현저하다.

### 기후
세토 내해식 기후에 속해 연중 온난하고 비가 적다. 연평균 기온은 16.8℃, 연 강수량은 1,720mm(평년값)이다. 다만 옛 오이타군 노쓰하루정 지역은 쇼지다케, 고자가다케 등 해발 600~800m의 산들이 늘어서 있고 내륙부로의 입구에 해당하여 대륙성 기후에 속하기 때문에 평지보다 기온이 약간 낮다.
| 오이타시의 기후                                              | 오이타시의 기후 | 오이타시의 기후 | 오이타시의 기후 | 오이타시의 기후 | 오이타시의 기후 | 오이타시의 기후 | 오이타시의 기후 | 오이타시의 기후 | 오이타시의 기후 | 오이타시의 기후 | 오이타시의 기후 | 오이타시의 기후 | 오이타시의 기후 |
| 월                                                           | 1월             | 2월             | 3월             | 4월             | 5월             | 6월             | 7월             | 8월             | 9월             | 10월            | 11월            | 12월            | 연간            |
| ------------------------------------------------------------ | --------------- | --------------- | --------------- | --------------- | --------------- | --------------- | --------------- | --------------- | --------------- | --------------- | --------------- | --------------- | --------------- |
| 역대 최고 기온 °C (°F)                                       | 24.6 (76.3)     | 25.5 (77.9)     | 29.3 (84.7)     | 31.2 (88.2)     | 32.7 (90.9)     | 35.3 (95.5)     | 37.8 (100.0)    | 37.6 (99.7)     | 36.5 (97.7)     | 32.8 (91.0)     | 28.0 (82.4)     | 25.0 (77.0)     | 37.8 (100.0)    |
| 일평균 최고 기온 °C (°F)                                     | 10.7 (51.3)     | 11.5 (52.7)     | 14.6 (58.3)     | 19.7 (67.5)     | 24.1 (75.4)     | 26.5 (79.7)     | 30.9 (87.6)     | 32.2 (90.0)     | 28.2 (82.8)     | 23.3 (73.9)     | 18.1 (64.6)     | 13.0 (55.4)     | 21.1 (70.0)     |
| 일일 평균 기온 °C (°F)                                       | 6.5 (43.7)      | 7.2 (45.0)      | 10.2 (50.4)     | 14.8 (58.6)     | 19.3 (66.7)     | 22.6 (72.7)     | 26.8 (80.2)     | 27.7 (81.9)     | 24.2 (75.6)     | 19.1 (66.4)     | 13.8 (56.8)     | 8.7 (47.7)      | 16.8 (62.2)     |
| 일평균 최저 기온 °C (°F)                                     | 2.6 (36.7)      | 3.0 (37.4)      | 5.9 (42.6)      | 10.3 (50.5)     | 15.0 (59.0)     | 19.3 (66.7)     | 23.5 (74.3)     | 24.3 (75.7)     | 20.9 (69.6)     | 15.2 (59.4)     | 9.5 (49.1)      | 4.6 (40.3)      | 12.8 (55.0)     |
| 역대 최저 기온 °C (°F)                                       | −7.3 (18.9)     | −7.8 (18.0)     | −5.2 (22.6)     | −2.1 (28.2)     | 1.7 (35.1)      | 7.2 (45.0)      | 14.0 (57.2)     | 14.1 (57.4)     | 8.8 (47.8)      | 2.0 (35.6)      | −2.0 (28.4)     | −6.1 (21.0)     | −7.8 (18.0)     |
| 평균 강수량 mm (인치)                                        | 49.8 (1.96)     | 64.1 (2.52)     | 99.2 (3.91)     | 119.7 (4.71)    | 133.6 (5.26)    | 313.6 (12.35)   | 261.3 (10.29)   | 165.7 (6.52)    | 255.2 (10.05)   | 144.8 (5.70)    | 72.9 (2.87)     | 47.1 (1.85)     | 1,727 (67.99)   |
| 평균 강설량 cm (인치)                                        | 0 (0)           | 0 (0)           | 0 (0)           | 0 (0)           | 0 (0)           | 0 (0)           | 0 (0)           | 0 (0)           | 0 (0)           | 0 (0)           | 0 (0)           | 0 (0)           | 1 (0.4)         |
| 평균 강수일수 (≥ 0.5 mm)                                     | 5.9             | 7.7             | 10.0            | 10.0            | 9.7             | 14.0            | 12.0            | 10.6            | 11.1            | 7.7             | 6.9             | 5.5             | 111.0           |
| 평균 강설일수                                                | 6.4             | 4.6             | 1.5             | 0.0             | 0.0             | 0.0             | 0.0             | 0.0             | 0.0             | 0.0             | 0.1             | 4.6             | 17.3            |
| 평균 상대 습도 (%)                                           | 62              | 63              | 65              | 65              | 68              | 77              | 77              | 75              | 74              | 70              | 69              | 64              | 69              |
| 평균 월간 일조시간                                           | 149.4           | 149.1           | 175.0           | 190.1           | 194.6           | 135.7           | 180.8           | 202.8           | 151.5           | 164.2           | 148.2           | 151.2           | 1,992.4         |
| 출처: 일본 기상청 (평년값: 1991년~2020년, 극값: 1887년~현재) |                 |                 |                 |                 |                 |                 |                 |                 |                 |                 |                 |                 |                 |

### 인접한 자치체
- 오이타현
  - 벳푸시
  - 우스키시
  - 다케타시
  - 분고오노시
  - 유후시

- 에히메현
  - 니시우와군 이카타정(바다를 사이에 두고 인접)

## 역사
오이타 지역은 역사적으로 분고국(豊後国)의 수도인 후나이(府内)로 알려져 있었다. 센고쿠 시대에 강력한 오토모씨가 후나이를 본거지로 삼았고 중국 명나라나 포르투갈과의 주요 교역항으로 번영하였다. 유명한 크리스천 다이묘인 오토모 소린은 처음으로 유럽 문화를 도입하였다. 후나이에는 일본에서 처음으로 서양식 병원이 세워졌고 첫 번째 일본인 성가대가 만들어졌다.
센고쿠 시대 후나이는 전성기에 규슈의 과반을 손에 넣은 제21대 당주 오토모 요시노부의 밑에서 일본 최초의 서양식 병원이 개설되는 등 서양 문화를 수용해 번창했다. 그러나 오토모씨는 시마즈씨 등과의 항쟁에서 지면서 쇠퇴하였고, 후나이는 1586년 시마즈 이에히사의 침공(도요사쓰 전투)으로 염상해 괴멸했다고 여겨진다. 최근 오이타역 부근의 연속 입체교차 사업 및 구획 정리 사업에 따라 오토모씨 관터를 비롯한 중세부터 센고쿠 시대에 걸친 후나이 유적이 발굴되어 2001년에는 오토모씨 관지가 국가 사적으로 지정되었다.
1601년 세키가하라 전투 전공에 따라 후나이번(오이타번)의 번조가 된 다케나카 시게토시에 의해 후나이성은 대규모 개수가 이루어져 1607년에 근세 다이묘의 거성 규모가 되었다. 성시(조카마치) 역시 시게토시에 의해 정비되어 훗날 번영의 토대가 되었다.
에도 시대인 1712년의 조사에 의하면 5,591명의 인구로 분고국 최대의 성시였다.
에도 막부 말기에는 현재의 시역에 후나이번 외에 우스키번, 오카번, 노부오카번, 구마모토번, 막부 직할령이 존재했다.
메이지 시대에 후나이에는 오이타현청이 놓였고 1889년 정촌제 시행으로 오이타정이 되었다.
일본의 도시 중에서도 오이타시는 고도 경제성장기 이후 급격하게 성장한 도시 중 하나이다.
1950년대 오이타시의 인구는 10만 명 미만으로 미야자키시보다 약간 적었고, 규슈(오키나와현 제외)에서는 사가시에 이어 두 번째로 인구가 적은 현청 소재지였다.
1960년대부터 고도 경제성장기에 들어서자 공업화를 통한 지역 진흥을 도모하고 오이타 지역의 발전 계획을 위해 신산업도시 지정을 목표로 했다. 인구 요건을 채우기 위해 1963년에 쓰루사키시와 다이난정 등과의 신설 대합병을 단행하였고 1964년 1월에 신산업도시로 지정되자, 연안부에 신일본제철 등의 큰 공장이 진출했다. 지금까지의 낙후된 소도시에서 규슈를 대표하는 공업도시로 급속히 개발이 진행되어, 오이타시는 「신산도의 우등생」으로 불렸다.
인구도 1960년대 이후 급격하게 증가해 1963년 합병 때는 21만 명이던 인구가 1970년에는 26만 명, 1980년대에는 36만 명, 1990년대에는 40만 명을 돌파해 거의 배증하는 등 현저한 증가를 보였다. 주변부 구릉 지대에는 잇따라 대규모 주택단지가 조성됐고 조난단지·아케노단지·시키도단지 등 신도시가 연담화되어 특이한 교외 환경이 형성됐다.
신산업도시로의 발전과 함께 1970년대에는 나가사키야, 다이에, 니치이, 자스코, 세이유 등 간토·간사이 자본의 대형마트가 오이타역 근처에 다수 진출하면서 현지 백화점인 도키하 등과 함께 규슈에서는 보기 드문 일본 수도권 교외 도시와 같은 역전형 번화가가 형성되었다. 그러나 이후 상업의 도넛화가 진행되어 교외에서는 쇼핑몰이 개발되는 한편, 2009년까지 중심부의 대형마트는 모두 업종 전환 또는 철퇴를 맞으며 중심부에서는 오이타역 고가화에 따라 2015년 봄에 아뮤플라자 오이타가 개업하였다.
1997년 4월 1일에 중핵시로 지정되었고 2005년 1월 1일에는 사가노세키정과 노쓰하루정이 오이타시에 편입되었다.

## 경제

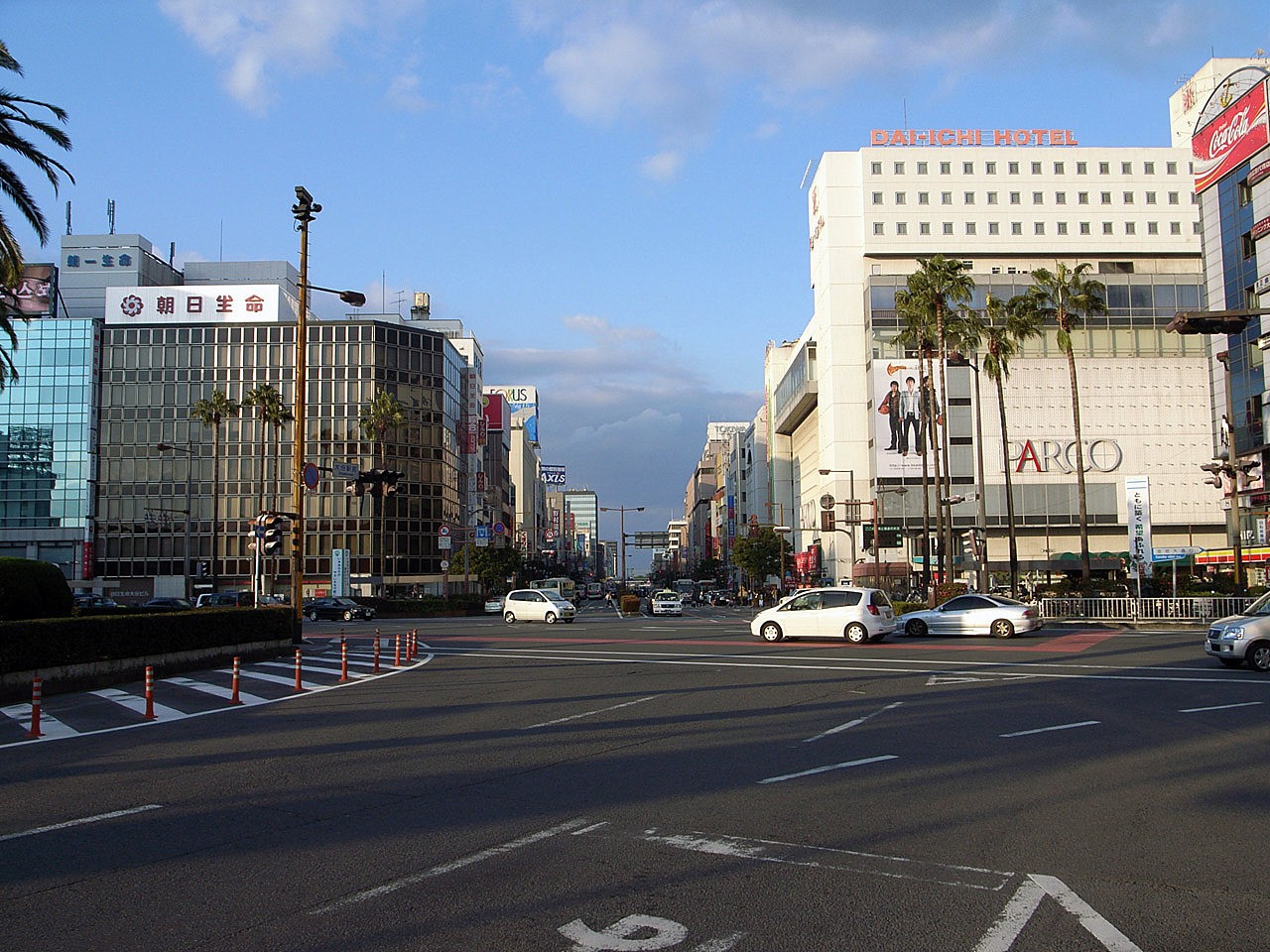
오이타 중심 시가지

1964년에 신산업도시로 지정된 후 공업도시로 발전했다. 최근에는 집적회로 등 가공 조립 산업이 진출함과 동시에 물류 단지의 정비, 지역 수입 촉진 계획 아래 물류 거점으로도 성장을 계속하고 있다.
번화가는 오이타역 북쪽에 퍼져 있고 대형 상점 외에 센트포르타 주오마치와 갤러리아 다케마치 같은 아케이드 상가도 있다. 규슈에서는 드문 역전형 번화가이며 철도나 버스 등이 지나는 교통의 요충지에 있어 사람의 왕래가 많다. 그러나 최근에는 교외에 대형 쇼핑몰이 출점하면서 중심 시가지에서는 연달아 대형 소매점이 문을 닫아 재활성화가 요구되고 있다. 영화관도 교외에 2개나 만들어져 도시 중심부에 있던 영화 거리는 쇠퇴하고 있다.

## 교육
- 오이타 대학
- 일본 문리 대학

## 스포츠
- 농구 - 오이타 레드데블스
- 축구 - 오이타 트리니타

## 출신 인물
- 사시하라 리노
- 오노 하루카, 나카니시 리나

## 교통

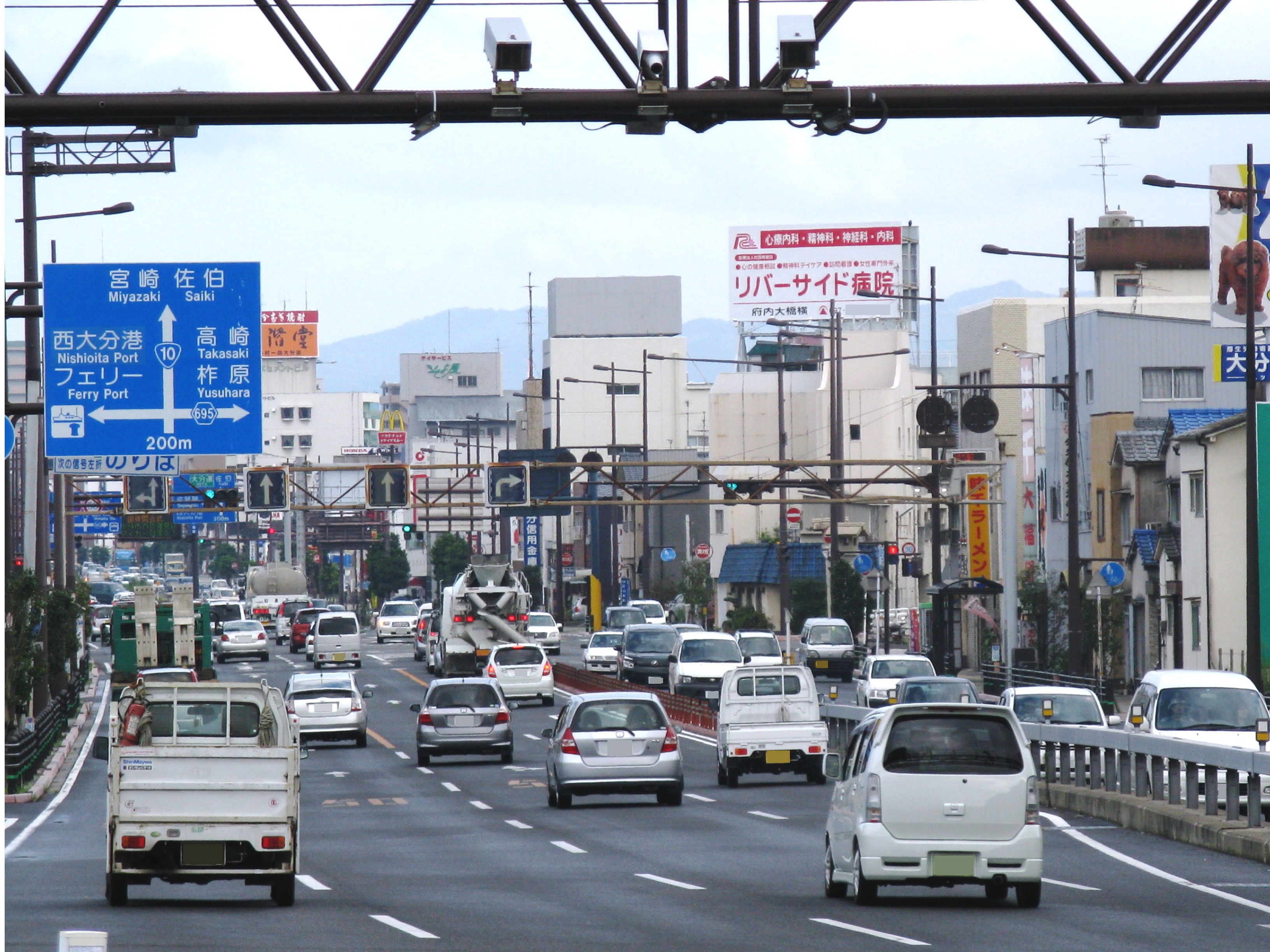
국도 10호선, 오이타시 방면

### 철도
- 규슈 여객철도
  - 닛포 본선
  - 호히 본선
  - 규다이 본선

### 도로
- 오이타 자동차도
- 히가시큐슈 자동차도
- 국도 10호선
- 국도 57호선
- 국도 197호선
- 국도 210호선
- 국도 217호선
- 국도 442호선

## 자매 도시
- 일본 홋카이도 오비히로시(1966년 10월 26일)
- 일본 에히메현 마쓰야마시
- 포르투갈 아베이루(1978년 10월 10일)
- 중국 후베이성 우한시(1979년 9월 7일)
- 미국 텍사스주 오스틴(1990년 10월 30일)
- 중국 광둥성 광저우시(1997년 10월 9일)